# Chambre à étincelles

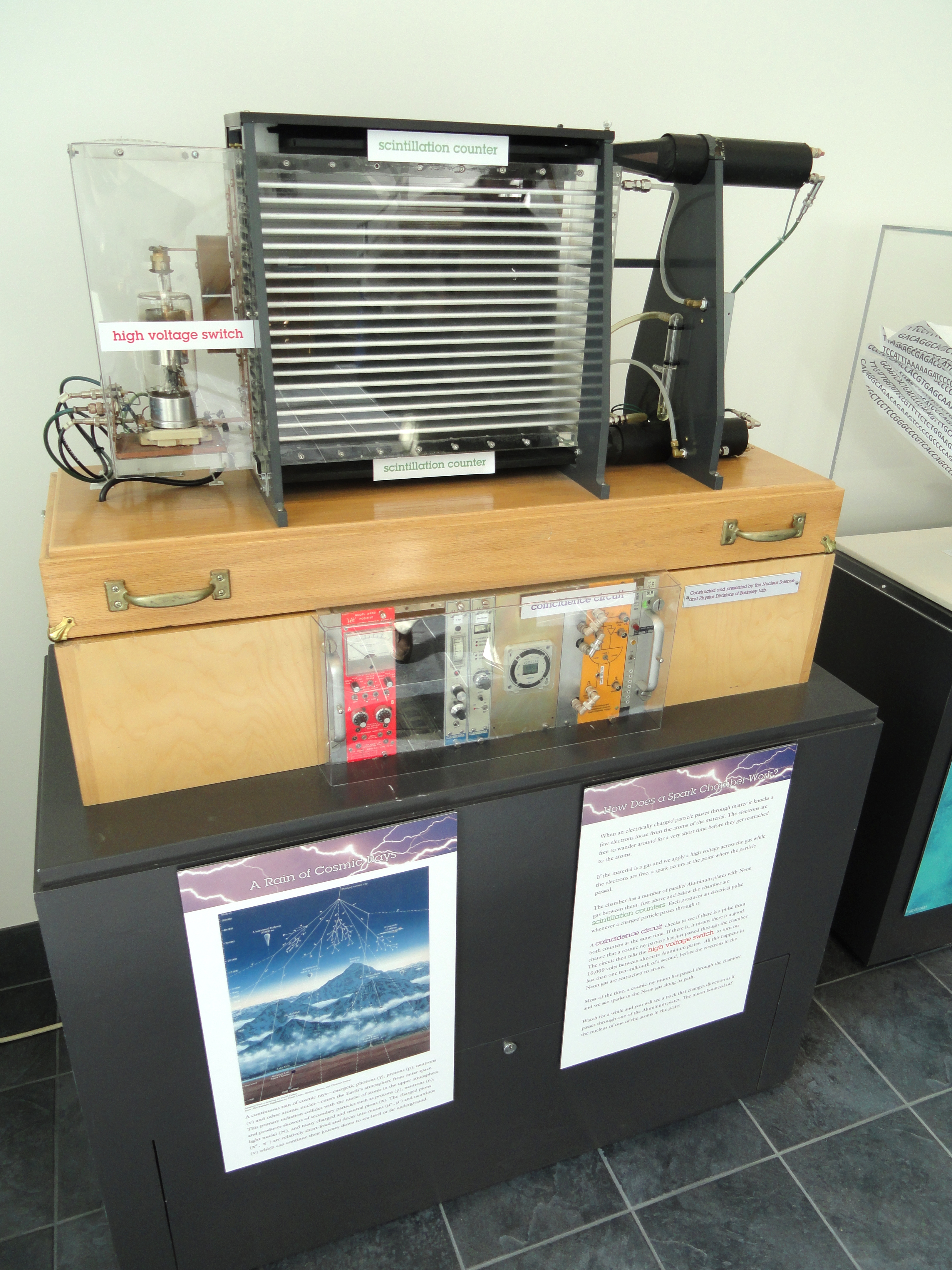
Chambre à étincelles (Lawrence Berkeley National Laboratory).

La chambre à étincelles est un détecteur de particules dont les développements datent des années 1950.

## Fonctionnement
Une série de plaques métalliques parallèles est placée dans une enceinte remplie d'un mélange de gaz rares, néon et hélium en général. Une plaque de scintillateurs couplée à un photomultiplicateur est placée en haut et en bas de la chambre.
Lorsqu’une particule chargée traverse la chambre de haut en bas, elle est détectée par les deux plaques de scintillateurs tout en ionisant sur son passage le gaz pendant quelques microsecondes. Un bref et fort champ électrique est alors appliqué ce qui crée une forte différence de potentiel entre les plaques métalliques et la décharge (étincelles) se fait de préférence aux endroits où est passé la particule, le gaz étant devenu momentanément conducteur à ces endroits. On peut alors les photographier et les mesurer afin d'en déduire la nature des particules les ayant induites.

## Utilisation

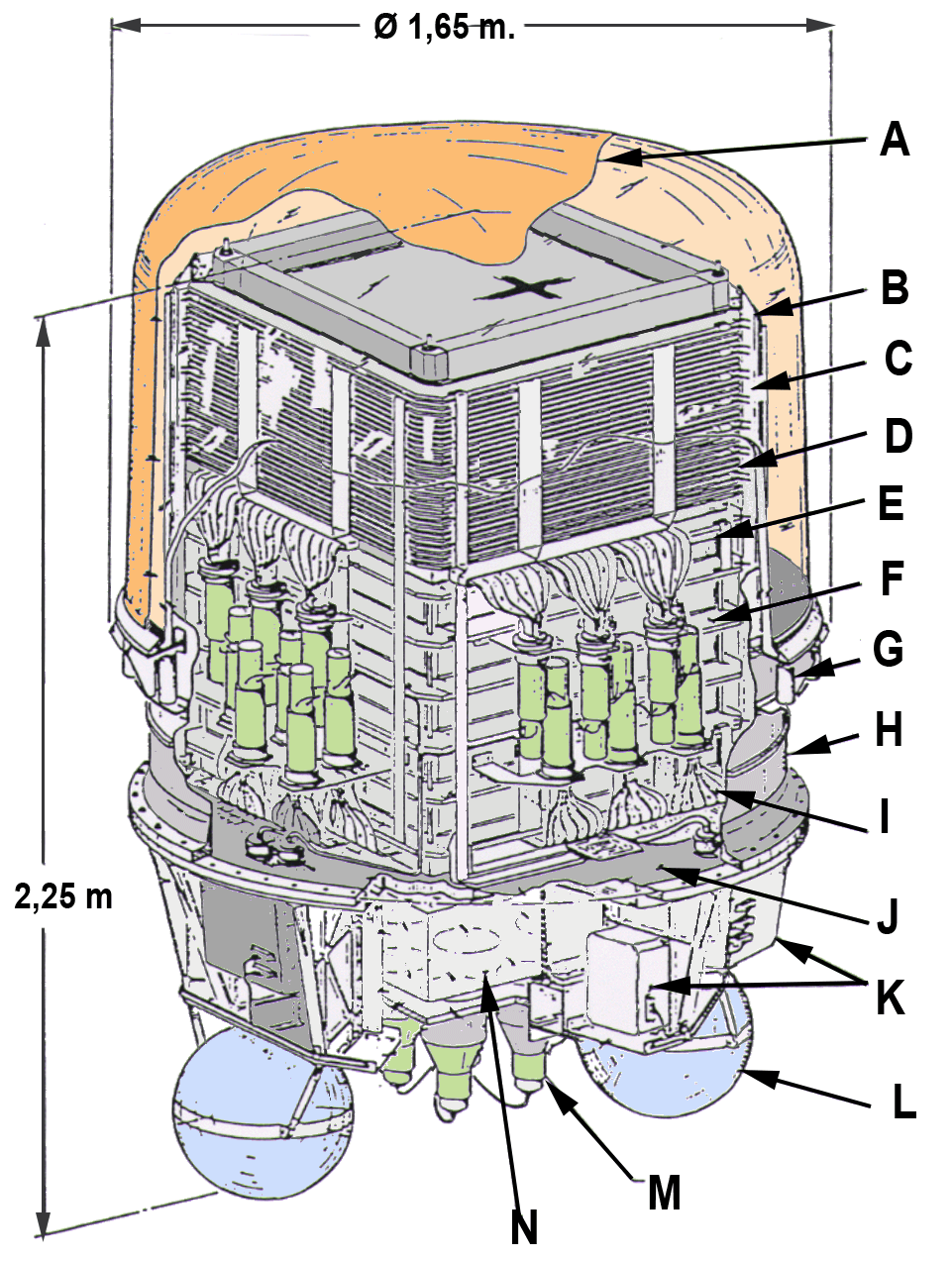
Schéma de l'instrument EGRET de l'observatoire spatial de la NASA CGRO lancé en 1991 et qui utilisait une chambre à étincelles. C'est historiquement la première technique mise en oeuvre par des observatoires spatiaux pour localiser la source des rayons gamma. A Bouclier léger - B Électronique scellée de manière hermétique - C Dôme du scintillateur anti-coïncidences - D Chambre à étincelles supérieure - E Fibres optiques et tubes photomultiplicateurs du scintillateur supérieur - F Chambre à étincelles inférieure - G Tubes photomultiplicateurs anti-coïncidences - H Enceinte pressurisée - I Chambre à étincelles inférieure - J Cloison inférieure - K Boîtiers de l'électronique - L Système d'alimentation en gaz - M Tubes photomultiplicateurs NaI - N Scintillateurs NaI.

Ces détecteurs ont été progressivement remplacées par d'autres dispositifs comme les chambres à fils qui peuvent enregistrer des événements plus rapprochés dans le temps avec une meilleure résolution.
Des chambres à étincelles ont été employées en astronomie pour l'étude des sources de rayonnement gamma dans l'univers. Le tout premier satellite artificiel destiné à l'étude de ces rayonnements énergétiques lancé en 1972, SAS-2, était équipé d'une chambre à étincelle.